# Prince (álbum)
Prince é o segundo álbum de estúdio do cantor americano Prince. Foi lançado em 19 de outubro de 1979, pela Warner Bros. Records.

## Gravação
O álbum foi escrito, harmonizado, composto, produzido e performado inteiramente por Prince, com a única contribuição conhecida de outra pessoa sendo "alguma harmonia vocal" adicionada pelo amigo e baixista André Cymone em "Why You Wanna Treat Me So Bad?".
Prince gravou o álbum em poucas semanas depois da Warner Bros. pedir um novo álbum após seu album de estréia For You, de 1978. Prince usou duas vezes o valor de seu adiantamento inicial no álbum, e não conseguiu emplacar um hit (embora "Soft and Wet" tenha acançado a 12ª posição nas paradas de R&B). Descontente com a falta de sucesso, Prince rapidamente gravou seu próximo álbum.

## Recepção da Crítica
No geral, o álbum foi muito mais bem recebido do que For You, criticamente e comercialmente, vendendo três milhões de cópias. O álbum foi certificado de platina e continha três sucessos de R&B/dance: "Why You Wanna Treat Me So Bad?", "Sexy Dancer" e "I Wanna Be Your Lover". "I Wanna Be Your Lover" vendeu mais de dois milhões de cópias e recebeu um disco de platina, chegando a 11ª posição no Billboard Hot 100, tornando-se o primeiro hit de Prince. Além disso, alcançou o número 41 no Reino Unido e alcançou o número 2 no quadro Billboard Dance/Disco Singles. Prince cantou "I Wanna Be Your Lover" e "Why You Wanna Treat Me So Bad?" no American Bandstand em 26 de janeiro de 1980. No geral, o sucesso deste álbum orientou Prince para seu próximo álbum, Dirty Mind, que seria chamado de uma partida completa do seu som anterior.
| Críticas profissionais        | Críticas profissionais |
| Avaliações da crítica         | Avaliações da crítica  |
| Fonte                         | Avaliação              |
| ----------------------------- | ---------------------- |
| AllMusic                      | [ 1 ]                  |
| Blender                       | [ 2 ]                  |
| Robert Christgau              | B+                     |
| Entertainment Weekly          | B–                     |
| MusicHound                    | 4/5                    |
| Q                             | [ 6 ]                  |
| Rolling Stone                 | (favorable)            |
| The Rolling Stone Album Guide | [ 8 ]                  |

## Faixas
Todas as faixas escritas e compostas por Prince. 
| Lado A |                                     |         |  |
| N.º    | Título                              | Duração |  |
| 1.     | "I Wanna Be Your Lover"             | 5:49    |  |
| 2.     | "Why You Wanna Treat Me So Bad?"    | 3:49    |  |
| 3.     | "Sexy Dancer"                       | 4:18    |  |
| 4.     | "When We're Dancing Close and Slow" | 5:23    |  |

| Lado B |                        |         |  |
| N.º    | Título                 | Duração |  |
| 5.     | "With You"             | 4:00    |  |
| 6.     | "Bambi"                | 4:22    |  |
| 7.     | "Still Waiting"        | 4:12    |  |
| 8.     | "I Feel for You"       | 3:24    |  |
| 9.     | "It's Gonna Be Lonely" | 5:27    |  |